# James Greene Hardy
James Greene Hardy (* 3. Mai 1795 im Lunenburg County, Virginia; † 16. Juli 1856 in Frankfort, Kentucky) war ein US-amerikanischer Politiker. In den Jahren 1855 und 1856 war er Vizegouverneur des Bundesstaates Kentucky.

## Werdegang
James Hardy kam nach Rock Spring im heutigen Kentucky, wo er wie zuvor sein Vater als Lehrer und Landvermesser arbeitete. Danach war er auch im Handel tätig. Später schlug er eine politische Laufbahn ein. In den Jahren 1827 bis 1830, 1838 bis 1839, 1844 bis 1845 und 1847 sowie im Jahr 1855 war er Abgeordneter im Repräsentantenhaus von Kentucky. Er wurde Mitglied der American Party.
Im Jahr 1855 wurde er an der Seite von Charles S. Morehead zum Vizegouverneur seines Staates gewählt. Dieses Amt bekleidete er bis zu seinem Tod am 16. Juli 1856. Dabei war er Stellvertreter des Gouverneurs und Vorsitzender des Staatssenats. Er war drei Mal verheiratet und hatte insgesamt zwölf Kinder.